# 田宮博
田宮 博（たみや ひろし、1903年（明治36年）1月5日 - 1984年（昭和59年）3月20日）は、日本の理学、植物博士。微生物学者。専攻は、植物生理学、細胞生理学。光合成の研究により世界的評価を得た。国際生物学事業計画（International Biological Programme）副会長。
大阪市出身。医学者の田宮猛雄の弟。また、チェロの演奏家でもあり、民谷宏の変名で、諸井三郎、河上徹太郎らと共に樂團スルヤを組織した。

## 略歴
1926年（大正15年）東京帝国大学（理学部植物学教室）卒。ドイツ，フランスに留学後、
1933年（昭和8年）東京帝国大学助手、
1939年（昭和14年）同大学助教授、1943年（昭和18年）東京帝大教授（理学・植物学）。1946年（昭和21年）財団法人徳川生物学研究所所長に就任。1955年（昭和30年）東京大学応用微生物研究所教授
、1961年（昭和36年）東京大学応用微生物研究所所長。
1963年（昭和38年）「光合成微生物クロレラの研究」により藤原賞受賞。1965年（昭和40年）「同調培養によるクロレラの生理ならびに生化学的研究」により日本学士院賞受賞。1970年（昭和45年）日本学士院会員。1977年（昭和52年）「細胞生理化学分野の功績」により文化勲章受章。文化功労者。1984年（昭和59年）3月20日東京にて逝去。享年81。

## 論文・記事
- セロイディン用自動式ミクロトームノ新考案ニ就テ『植物学雑誌』第38巻 455号 1924年
- 細菌、酵母其他ノ培養液ノ時間的觀察ニ用ヒラルベキ「恒比表面壜」ノ意義ト理論『実験医学雑誌』第9巻 1号 1925年
- Aspergillus屬による酒精醗酵に就て（三輪保三郎と共著）『日本化學會誌』第49巻 7号 1928年
- 細菌生體ノ分光化學的研究（矢追秀武と共著）『実験医学雑誌』第13巻 2号 1929年
- 糸状菌の代謝生理に於ける炭素源の意義に就て 東京帝國大学博士論文 1932年
- 歐洲ノ生物學界ノ近況『実験医学雑誌』第20巻 1号 1936年
- 光合成に於ける暗反應機作の反應速度論的解析（藤茂宏、三井早苗と共著）『植物学雑誌』第61巻 717-718号 1948年
- 光合成の機作に就て『植物学雑誌』第61巻 719-720号 1948年
- 光合成機作の間歇照射法による解析（千葉保胤と共著）『植物学雑誌』第61巻 721-726号 1948年
- 核酸及び核蛋白質〔書評〕『自然』第6巻 8号 1951年
- 藻類の発育過程に関する二三の速度論的考察『植物学雑誌』第64巻 759-760号 1951年
- 藻類発育の理論に関する補遺〔英文〕『植物学雑誌』第64巻 11-12号 1951年
- 光合成について『高分子』第3巻 10号 1954年
- 単細胞藻類の工業的生産について『醗酵協会誌』第12巻 12号 1954年
- クロレラの発育生理(同調培養による研究) 『生化学』第27巻 1号 1955年
- クロレラの大量培養に関する諸問題『化学の領域』第9巻 11号 1955年
- 光合成『科学』第27巻 10号 1957年
- インド植物生理学会の設立―最近小生あてに知人Delhi大学のJ. J. Chinoy教授のもとから下記の知らせが送られて来た 『植物学雑誌』第71巻 840号 1958年
- 生物生産に関するシンポジウム 植物プランクトンの栄養生理『水産増殖』第8巻 4号 1961年
- 光合成研究の歩みを顧みて『化学』第17巻 4号 1962年
- 阻害法による光合成機作の研究『化学』第17巻 4号 1962年
- クロレラのCell Ageについて『日本植物生理学会報』第3巻 2-3号 1963年
- クロレラの生活環における生化学的諸現象『生化学』第35巻 3号 1963年
- 最近における生物学の歩み『科学基礎論研究』第7巻 1号 1964年
- わが国における光合成研究の黎明期『蛋白質核酸酵素』第10巻 14号 1965年
- 自然水域におけるプランクトン量の微量分析的定量法 (予報)（岩村達一、金沢保、柴田和雄、森村砧次、市村俊英、前田修と共著）『日本海洋学会誌』第23巻 5号 1967年
- IBPについて(IBP第2、3回シンポジウム) 『日本生態学会誌』第17巻 6号 1967年、第18巻 5号 1968年
- 細胞呼吸の研究のころ（丸山工作と共著）『科学』第48巻 12号 1978年
- 思い出すことども 1、2、3『自然』第34巻 7、8、9号 1979年
- 論文の国際性について(人―仕事と意見）『生化学』第53巻 4号 1981年